# ホキ美術館
ホキ美術館（ほきびじゅつかん、Hoki Museum）は、千葉市緑区あすみが丘東にある美術館である。主に現代の日本人画家による写実絵画を専門に収集・展示している。千葉県で発生した2019年10月25日の豪雨による水害により被害を受けて約9カ月間休館したが、2020年8月1日より営業を再開した。

## 概要
美術館は昭和の森公園に隣接しており、ホギメディカルの創業者保木将夫（2021年6月10日逝去）によって収集された写実絵画作品を展示する美術館として開館した。現在も収蔵作品は増え続けており、約500点の写実絵画作品を収蔵し半年ごとに入れ替えて展示している。
収蔵作家の大部分は日本人であり、日本最大となる森本草介のコレクション36点のほか、野田弘志、中山忠彦、磯江毅、青木敏郎、原雅幸、大矢英雄、島村信之、生島浩、諏訪敦、石黒賢一郎、五味文彦、小尾修、大畑稔浩、羽田裕、藤原秀一、李暁剛、塩谷亮、松澤茂雄、横尾正夫、永田英右、木原和敏、藤井勉、福井欧夏、山本大貴、津地威汎、安彦文平、松村卓志、渡抜亮、曽根茂、卯野和宏、石田洋一、永山優子、廣戸絵美、中根寛、向井潤吉、林武、芳川誠、吉田伊佐、伊勢崎勝人、黒澤信男、松田一聡、山木章、曽剣雄、冨所龍人、山本誠、小木曽誠、藤田貴也、石川和男、鶴友那、三重野慶、川原田亜紀子、山梨備広、中西優多朗、岩下慎吾、羅展鵬、Adolf Sehring、Dario Campanile、Jean-Pierre Bedarridesなど約60名である。
コレクションのうち約120点が、地上1階、地下2階の三層構造の回廊型ギャラリーに展覧されている。
不定期で、画家や専門家を招いてのギャラリートークが開催されている。クラシックギター、弦楽四重奏、ピアノとチェロの二重奏などのコンサートが開催されたことがある。

## 館内
ギャラリーは連続した回廊で構成されている。
- ギャラリー1 [地上1階] 企画展展示室。
- ギャラリー2 [地下1階] 森本草介、島村信之ほか、人物画中心。
- ギャラリー3 [地下1階] ホキ美術館最大の作品、野田弘志「神仙沼 - 保木将夫氏に捧ぐ」常設展示室。
- ギャラリー4 閉鎖中。
- ギャラリー5 閉鎖中。
- ギャラリー6 [地下2階] 大作3点を展示。
- ギャラリー7 [地下2階]  板谷波山・富本憲吉の陶芸作品を展示。
- ギャラリー8 [地下2階] 100号以上の大作「私の代表作」13作品を展示。音声ガイドあり。
- ギャラリー9 [地下2階] 島村信之作品。

建物の内部・外部には多くの特徴がある。
- 内部照明は全てLED照明を使用している。
- 1階のギャラリー1は、先端30メートルが宙に浮いた構造となっている。
- 1階のギャラリー1は、ガラス窓から自然光を取り入れることができる開放的な空間となっている。
- 観賞時の足にかかる負担を軽減するゴム素材の床材が使用されている。
- 2023年11月から館内WIFIを設置。作品キャプションのQRコードを読み込むと 作家の声での作品解説。2024年1月現在ギャラリー8のみの対応となっている。

館内には、イタリア料理とワインを提供するレストラン、軽食とドリンク類を提供するカフェ、展示絵画を印刷したポストカードや図録を販売するミュージアムショップが併設されている。

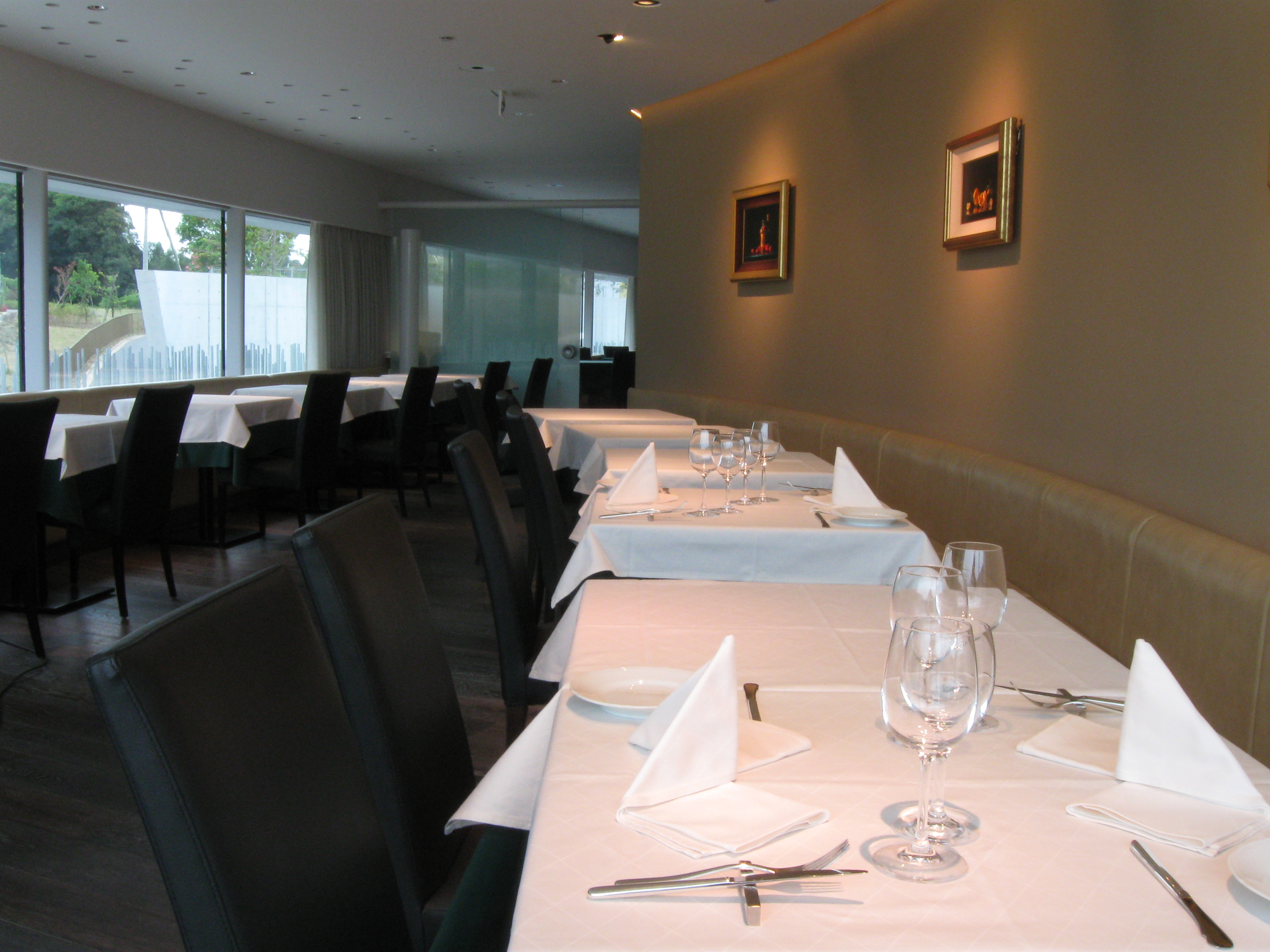
レストランはなう
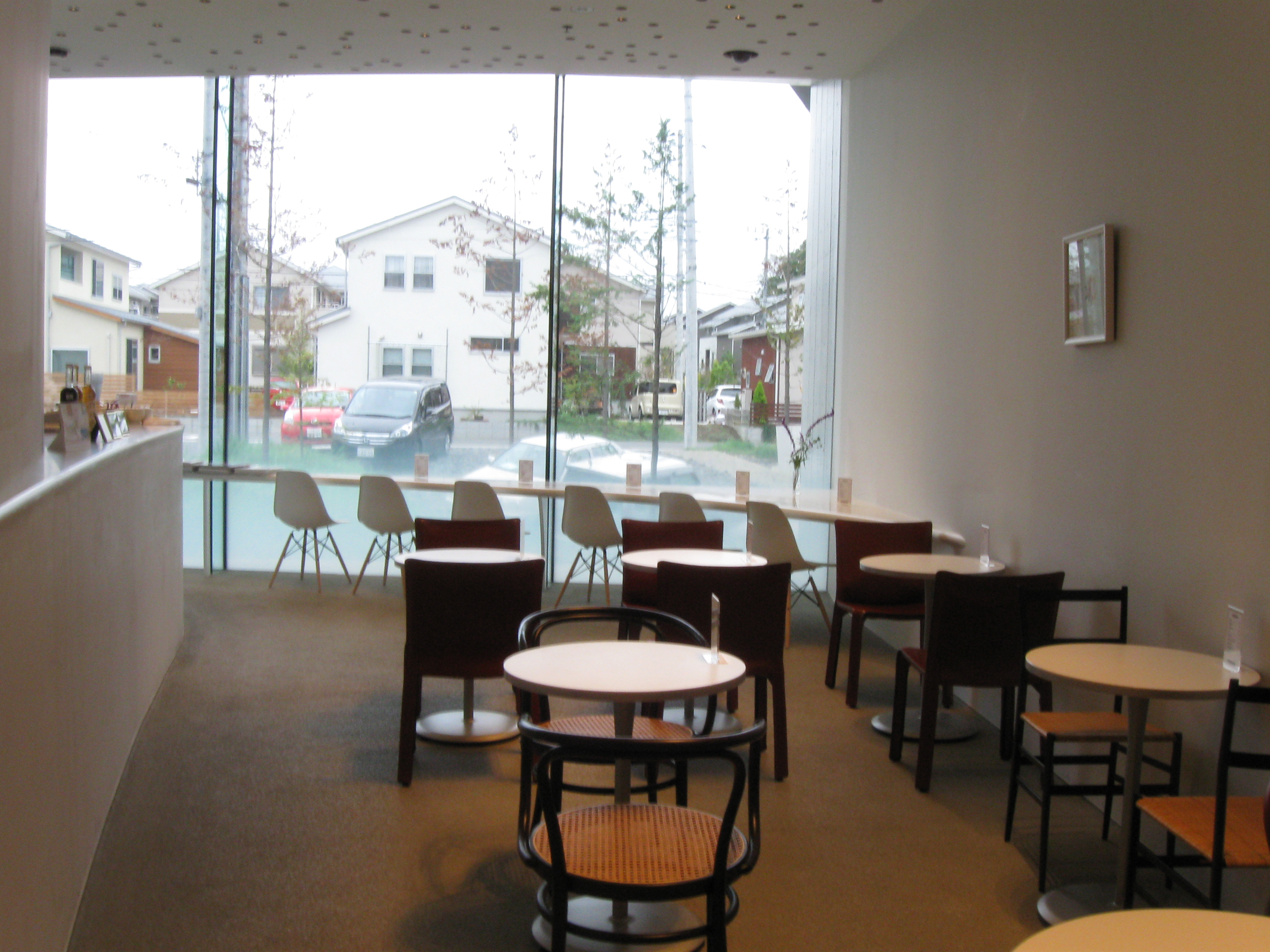
ミュージアム・カフェ
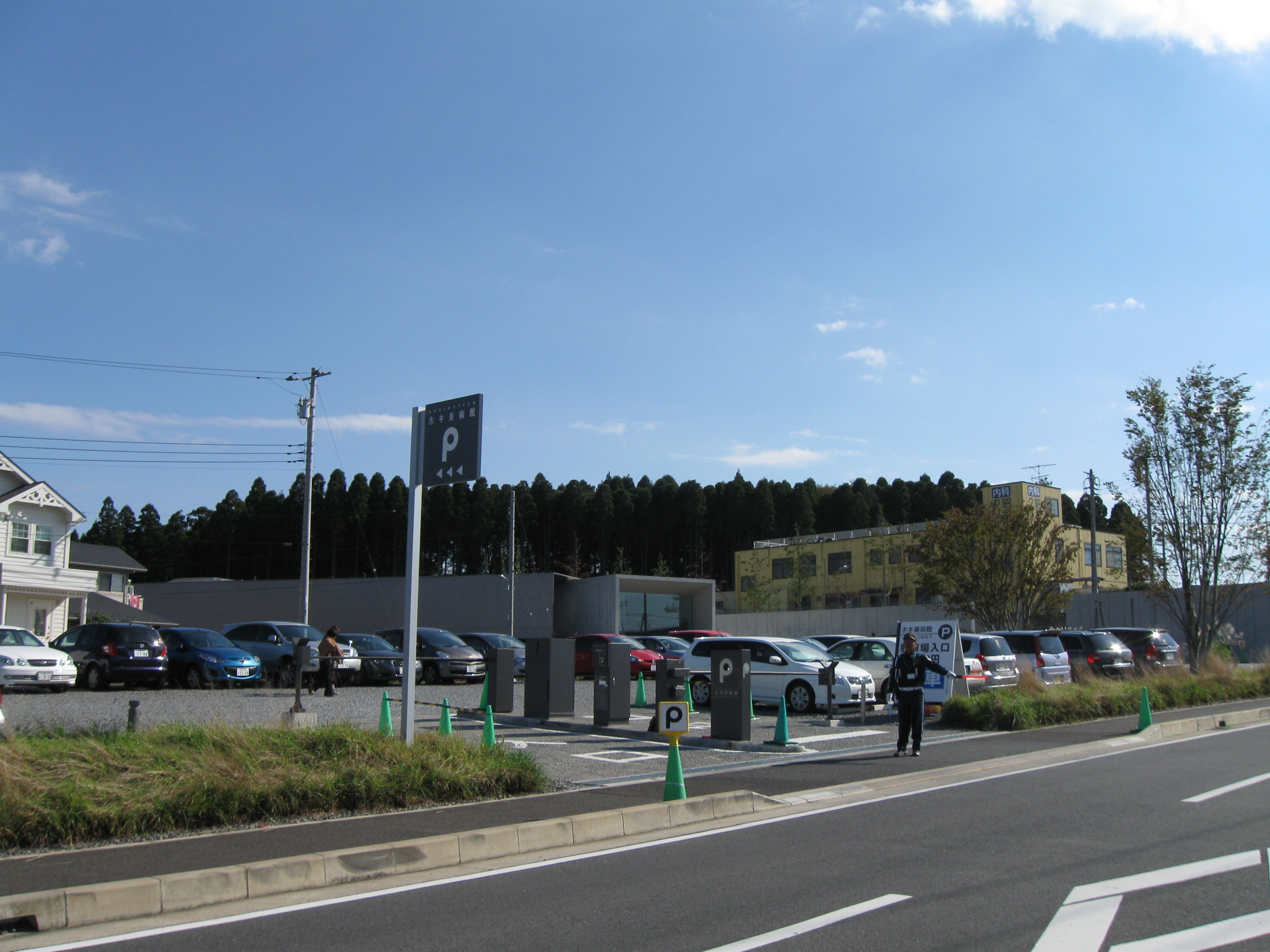
駐車場

## 展覧会の履歴

### 企画展
- 2010年11月03日 - 2011年05月22日「開館記念特別展」
- 2011年05月28日 - 2011年11月13日「時を超えて - 静物と風景画展」
- 2011年11月19日 - 2012年05月20日「存在の美 - まなざし・微笑み・憂い」
- 2012年05月26日 - 2012年11月11日「現代の写実。ホキ美術館名品展」
- 2012年11月21日 - 2013年05月19日「写実の可能性と大いなる挑戦－新規収蔵展」
- 2013年05月23日 - 2013年11月10日「光と風をかんじて…展」
- 2013年11月15日 - 2014年05月18日「ホキ美術館大賞展・新 私の代表作展」
- 2014年05月22日 - 2014年11月16日「人思い、人想う。」
- 2014年11月21日 - 2015年05月17日「特別展：野田弘志展」「企画展：ホキ美術館名品展2014」
- 2015年05月21日 - 2015年11月15日「写実って何だろう？」
- 2015年11月20日 - 2016年05月15日「3つの個性」（3人展：五味文彦・大畑稔浩・島村信之）
- 2016年05月19日 - 2016年11月13日「心ゆさぶる写実絵画」
- 2016年11月18日 - 2017年05月15日「第2回ホキ美術館大賞展」
- 2017年05月19日 - 2017年11月12日「画家の眼がとらえた美」
- 2017年11月18日 - 2018年05月20日「理想の風景画」
- 2018年05月24日 - 2018年11月18日「SPARK あの時君は若かった」
- 2018年11月23日 - 2019年05月12日「人.ひと.人 人って面白い」（人物画展）「第1回ホキ美術館プラチナ大賞展」
- 2019年05月17日 - 2019年09月01日「スペインの現代写実絵画」
- 2019年09月05日 - 2019年11月17日「ハンガリーの写実画家サンドルフィ展」（水害により10月26日終了）
- 2020年08月01日 - 2020年11月16日「森本草介展」「第3回ホキ美術館大賞展」
- 2020年11月21日 - 2021年05月16日「ホキ美術館ベストコレクション展」
- 2021年05月21日 - 2021年11月07日「STORIES－永遠の人物画展」
- 2021年11月19日 - 2022年05月22日「野田弘志新作展 神仙沼－保木将夫氏に捧ぐ－」、「永遠の瞬間 静物画展」、「第2回ホキ美術館プラチナ大賞入選作品展」
- 2022年05月26日 - 2022年11月13日「いろいろ　色魔法一色から見える写実」
- 2022年11月18日 - 2022年11月18日「Let’ｓ　Travel! - 絵の中を旅しよう！」ギャラリー1
- 2023年05月25日 - 2023年11月05日「瞳の奥にあるもの-表情で見る人物画展」ギャラリー１
- 2023年11月23日 - 2024年05月12日「第5回私の代表作展」ギャラリー８
- 2024年05月23日 - 2024年11月11日「作家の視線　過去と現在、そして…」

### 巡回展
- 阪急百貨店うめだ本店「ホキ美術館名品展」 2012年12月12日 - 2012年12月30日
- 阪急百貨店うめだ本店「ホキ美術館所蔵 森本草介展」 2013年12月30日 - 2014年1月12日
- 日本橋三越本店「ホキ美術館所蔵 森本草介展」 2014年2月5日 - 2014年2月17日
- 秋田県立近代美術館「ホキ美術館展－これが写実だ！驚きと感動の絵画－」 2016年7月2日 - 2016年9月11日
- 阪急百貨店うめだ本店「ホキ美術館名品展」 2016年11月23日 - 2016年12月5日
- ふくやま美術館「驚きの写実絵画 ホキ美術館名品展」 2017年1月21日 - 2017年3月12日
- 佐賀県立美術館「ホキ美術館名品展」 2017年3月29日 - 2017年5月14日
- 鹿児島市立美術館「ホキ美術館名品展」 2018年3月30日 - 2018年5月6日
- 沖縄県立博物館・美術館「驚異の写実 - ホキ美術館名品展」 2019年4月6日 - 2019年5月20日
- 山形県酒田市美術館「～心ゆさぶる写実絵画～ホキ美術館名品展」 2019年6月1日 - 2019年7月15日
- 岩手県立美術館「ホキ美術館展」 2019年7月27日 - 2019年9月1日
- 佐賀県立美術館「ホキ美術館×ヨーロッパ近代美術館 超写実展」 2019年9月14日 - 2019年11月10日
- 瀬戸内市立美術館「驚愕の超写実展 ホキ美術館×MEAM ヨーロッパ近代美術館」2019年11月16日 - 2020年1月19日
- Bunkamuraザ・ミュージアム「超写実絵画の襲来 ホキ美術館所蔵」 2020年3月18日 - 2020年5月11日（新型コロナウィルス感染拡大防止のため早期終了）
- Bunkamuraザ・ミュージアム「超写実絵画の襲来 ホキ美術館所蔵」再開催 2020年6月11日 - 2020年6月29日
- 岡山シティミュージアム「浅野産業スペシャル ホキ美術館名品展 究極の超写実絵画」 2020年12月18日 - 2021年2月23日
- 高知県立美術館「ホキ美術館名品展」 2021年3月27日 - 2021年5月9日
- 奥田元宋・小由女美術館「ホキ美術館名品展」 2021年9月16日 - 2021年11月03日
- 倉吉博物館「心ゆさぶる写実絵画　ホキ美術館名品展」2022年4月9日 - 2022年5月8日
- 宮崎県立美術館「ホキ美術館名品展」2022年7月16日 - 2022年9月7日
- 金沢21世紀美術館市民ギャラリーA　2022年9月16日 - 2022年10月16日
- 三井住友銀行東館　「SMBC グループ × ホキ美術館「藤田貴也 x 三重野慶」展　2023年4月9日 - 2023年4月29日
- 岡山シティミュージアム「浅野産業スペシャル ホキ美術館名品展Ⅱ 究極の超写実絵画」2023年12月1日 - 2024年2月12日
- 新潟市新津美術館「究極の写実絵画」2024年3月20日 - 2024年5月16日
- 熊本県立美術館「超写実　ホキ美術館名品展」2024年7月12日 - 2024年9月1日
- 福岡アジア美術館「超絶リアリズム絵画　ホキ美術館所蔵名品展」2024年9月7日 - 2024年10月13日

### 交換展
- ヨーロッパ近代美術館（MEAM）スペイン「Contemporary Japanese Realism（現代日本のリアリズム）」 2018年9月21日 - 2018年12月1日

## 利用情報
- 入館料（税込）- 一般：2100円、高校生・大学生・65歳以上：1600円、中学生：1000円、小学生以下800円
- （保護者一人につき小学生以下2名は無料）
  - 小学生以下団体の場合は1人800円。
  - 65歳以上のシニア割引料金で利用する場合は、公共機関が発行した誕生日もしくは年齢が記載された身分証明書（運転免許証、パスポート、健康保険証など）の提示が必要。
  - 学生料金で利用する場合は学生証の提示が必要。
  - 障害者手帳・ミライロIDの提示で半額になる。
  - 団体割引は一定の条件を満たす必要があり要問合せ。
  - 有料会員（メンバーシップ）が2種類用意されており、有料会員になると会員本人または会員本人と同伴者1名が1年間入館料金不要で利用できる。
- 支払方法 - 現金および以下の支払方法が利用できる。
  - クレジットカード1回払い（Visa、マスターカード、ジェーシービー、アメリカン・エキスプレス、ダイナースクラブ、ディスカバーカード）
  - 交通系ICカード（Suica、PASMO、nanaco、Kitaca、TOICA、manaca、ICOCA、SUGOCA、nimoca、はやかけん）
  - 電子マネー（iD、QUICPay、nanaco、楽天Edy、WAON）
- 開館時間 - 午前10時 - 午後5時30分 入館受付は閉館時刻の30分前の午後5時まで。
- 休館日 - 火曜日（国民の祝日の場合は開館、翌日休館）
- 館内施設 - 美術館、レストランはなう、ミュージアムカフェ、ミュージアムショップ。
- 館内設備 - エレベーター、車椅子対応多目的トイレ、貸し出し用車椅子、無料コインロッカー（要100円硬貨1枚）、鍵付き傘立て、音声ガイド（建物建築紹介・ギャラリー8作品解説）。
- 注意事項 - 館内撮影禁止、録画禁止、録音禁止、スマートホン・携帯電話などの通話禁止、敷地内禁煙、飲食物の持ち込み禁止。

## 建築概要
- 設計 - 日建設計
- 施工 - 大林組
- 竣工 - 2010年9月（着工2008年10月）
- 構造 - 鉄筋コンクリート造、一部鉄骨造（地上1階、地下2階）
- 敷地面積 - 3,860m2
- 展示館面積 - 1,800m2
- 延床面積 - 3,720m2

### 建築に関する受賞歴
- 日本建築家協会「日本建築大賞」2011年
- 千葉市「千葉市都市文化賞 優秀賞」2011年
- 千葉県「千葉県都市文化賞「優秀賞」2011年
- 社団法人日本建設業連合会「第53回BCS賞」 2012年

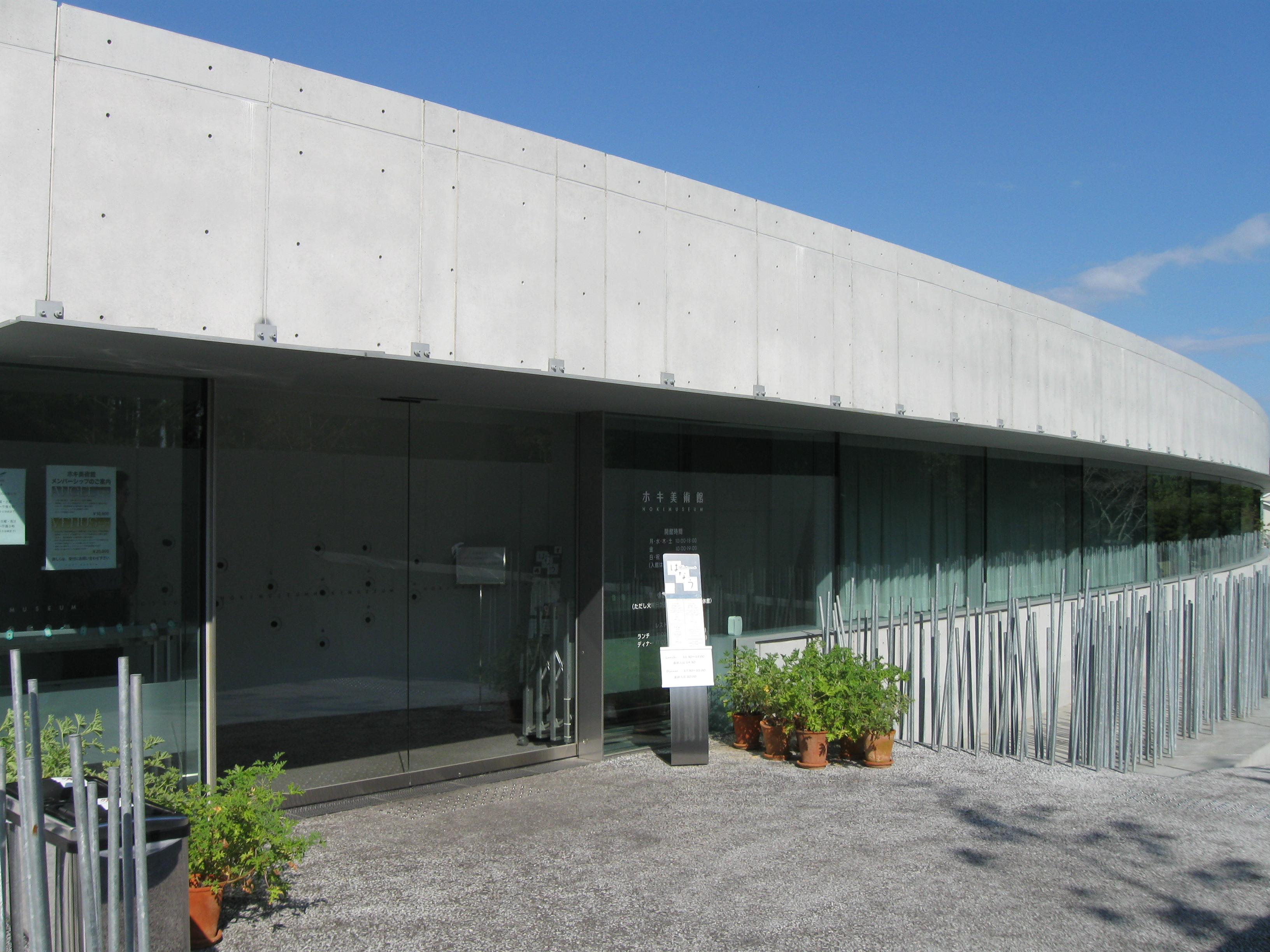
出入口（美術館・レストラン共用）
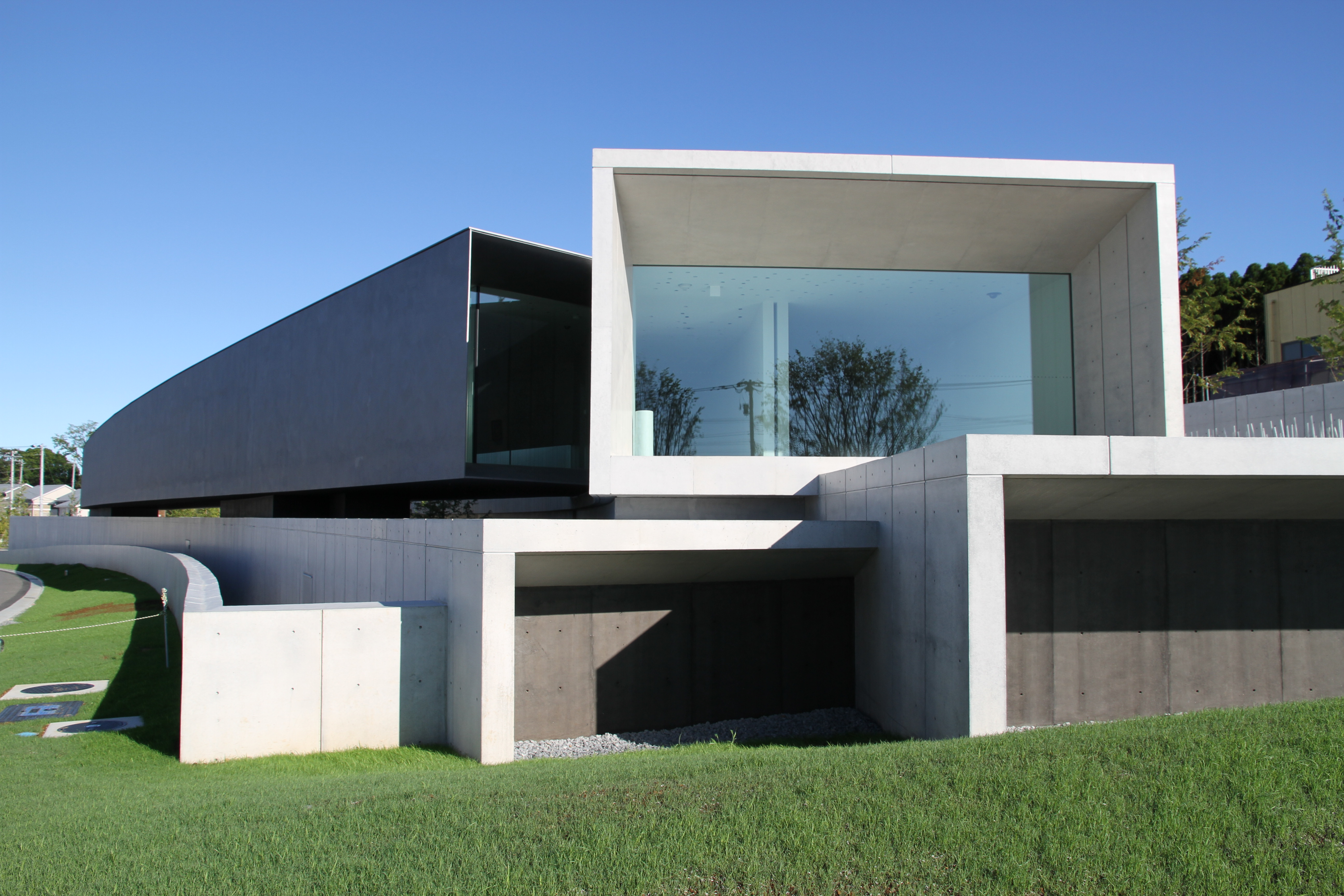
建物（駐車場側）
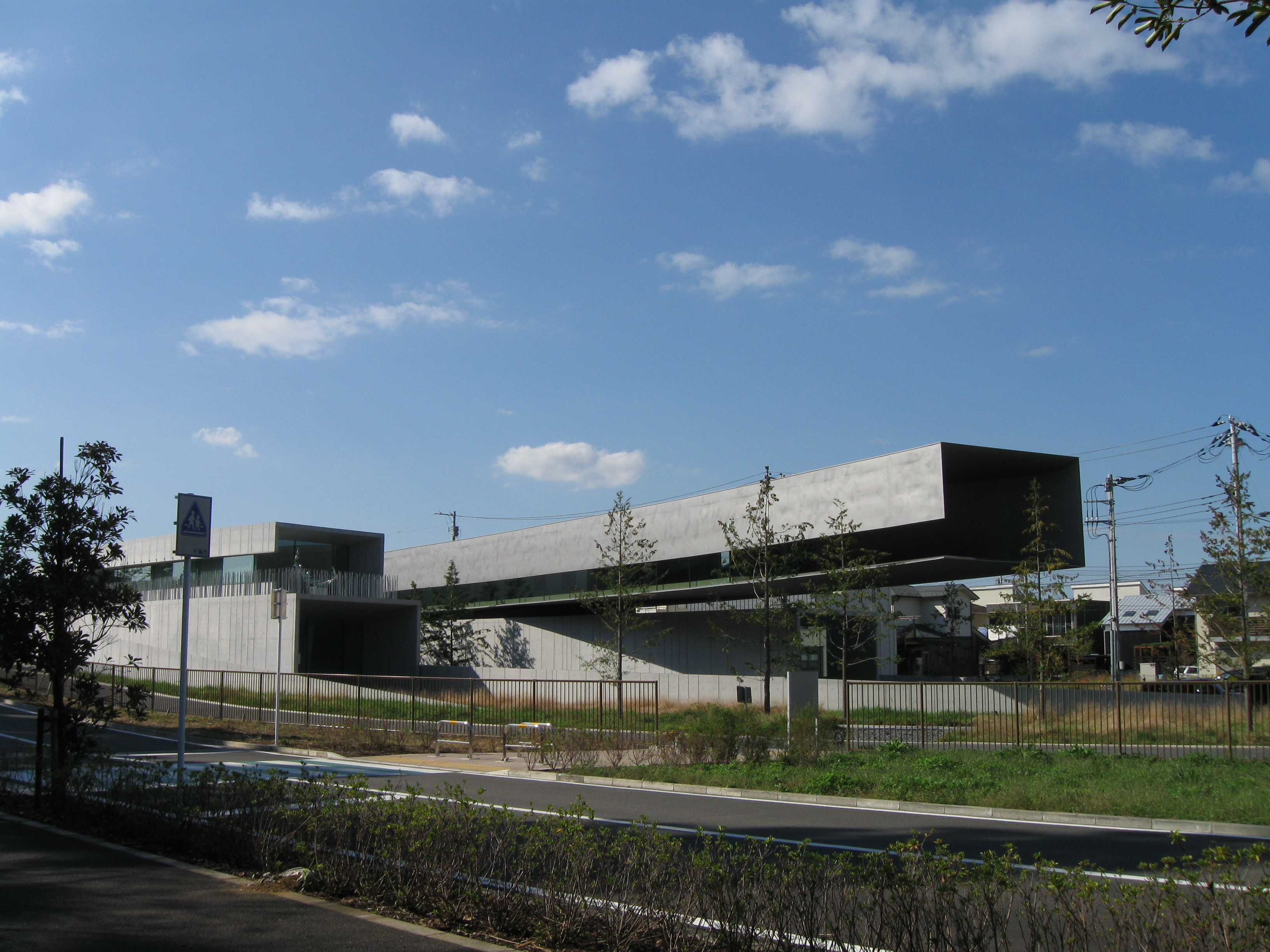
建物（昭和の森側）
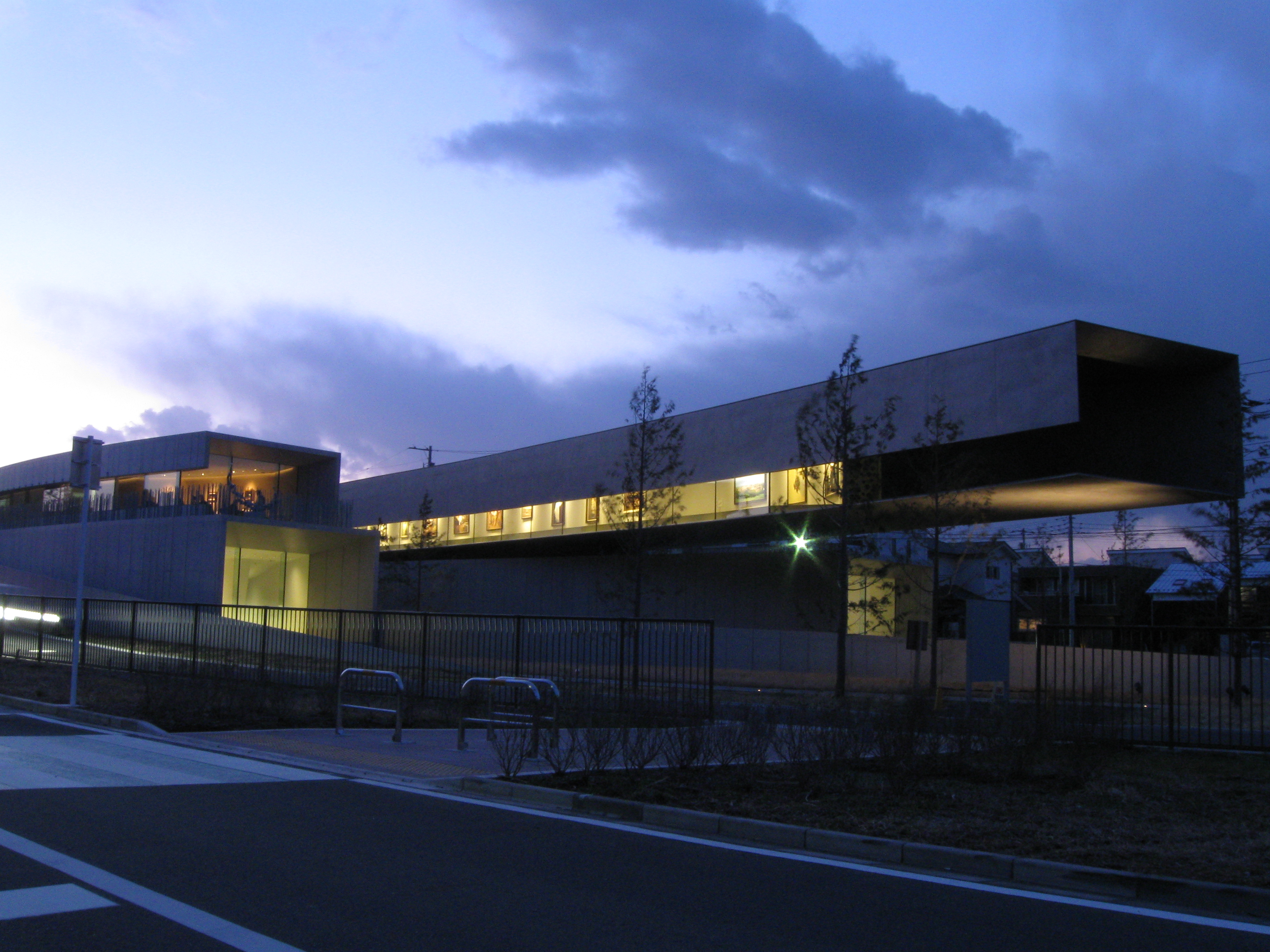
夜景（ガラスを通して内部が見える）

## アクセス
JR外房線土気駅千葉中央バス南口3番乗り場から「あすみが丘ブランニューモール行き」に乗り「あすみが丘東4丁目」下車（乗車時間約5分）バス停留所からホキ美術館入り口までは徒歩2分、またはJR外房線土気駅南口から徒歩20分。
自家用車では、千葉東金道路の中野インターチェンジより大網街道へ、千葉市昭和の森公園入口（ホキ美術館の看板あり）を右折、二つ目の信号（ホキ美術館の看板あり）を左折すぐ。2013年4月27日に開通した首都圏中央連絡自動車道（圏央道）の茂原北インターチェンジ、またはETC専用の大網白里スマートインターチェンジ。地図情報が古いカーナビでは検索できない。カーナビゲーションを利用する場合はホキ美術館の建物の住所で検索するよりもホキ美術館の専用駐車場の住所「千葉県千葉市緑区あすみが丘東3-13」で検索すると正確に案内してくれる。駐車場（普通自動車収容台数：40台、バス収容台数：2台）あり、美術館およびレストラン利用者は無料。

### 周辺
- あすみが丘ニュータウン
  - 千葉市昭和の森公園
  - あすみが丘ブランニューモール
- 土気駅
- 大網駅
- 中野インターチェンジ (千葉県)
- 野呂パーキングエリア
- 茂原北インターチェンジ
- 大網白里スマートインターチェンジ